# Hobgoblins
Hobgoblins ist ein Horrorfilm aus dem Jahr 1988. Der Film lehnt sich thematisch an die Filmreihen Gremlins und Critters an. Der Film wurde mit einem sehr niedrigen Budget von gerade einmal 15.000 US-Dollar realisiert.

## Handlung
Der Schüler Kevin bewirbt sich erfolgreich für eine Arbeitsstelle als Nachtwächter eines verlassenen Filmstudios. Dort sollte ursprünglich eigentlich ein neuer Horrorfilm gedreht werden, der dann aber aus unbekannten Gründen in der Produktion abgesetzt wurde. Der alte Nachtwächter des Filmstudios, McGreedy, welcher dort schon seit über 30 Jahren arbeitet, untersagt Kevin strikt die Öffnung des Tresorraumes aus Sicherheitsgründen. Bei der nächtlichen Verfolgung eines Vandalen wird Kevin jedoch neugierig und öffnet die Tresorräume trotzdem. Dadurch können die dort gefangen gehaltenen Hobgoblins, kleine, flinke, boshafte, behaarte und mit großen Zähnen versehene außerirdische Wesen mit starken mentalen Kräften, entkommen und in der Stadt Unheil verbreiten. Die Hobgoblins haben die Fähigkeit, sich in die Gedanken der Menschen einzuschleichen und telepathisch ihre Wünsche mittels Trugbildern wahr werden zu lassen, bevor sie sie anschließend mit dieser Ablenkung töten.
Kevin gelingt es am Ende mit Hilfe von McGreedy, der die Wesen die ganze Zeit über im Filmstudio eingesperrt hatte, um die Menschheit zu schützen, die Hobgoblins außer Gefecht zu setzen.

## Rezensionen
„[…] Ein Aufguss des von Filmen wie "Gremlins" und "Critters" bekannten Gruselthemas.“

„Völlig unbewegliche Puppen bekommt man da als Zuschauer vorgesetzt, bei denen sich die Schauspieler in Kampfszenen kräftig ins Zeug legen müssen, um nicht lächerlich auszusehen, was nicht gelingt […] Gerade die teilweise dilettantischen Szenen, die schlechten Monster und die dumpfen Charaktere bringen dem Trash-Fan Freude und können unterhalten und genau das soll es ja.[…]“

Im Juli 2017 wurde der Film im Rahmen der Tele-5-Reihe Die schlechtesten Filme aller Zeiten gezeigt.

## Hintergrund
- Mehrere unlogische Teile in der Fortführung der Handlung, Schnittfehler[4] sowie die Ausstattung des Films mit unbeweglichen Puppen, die die Hobgoblins darstellen sollen, ordnen das Werk in den Rahmen sogenannter Trashfilme ein.
- Während einer Rückblende in die Erinnerung des Charakters McGreedy wird ein Hinweis auf den Rick-Sloane-Film Die Nacht der Außerirdischen (1987) gegeben, bei dem der McGreedy spielende Schauspieler Jeffrey Culver ebenfalls eine Rolle hatte.[5]
- 2009 ist mit Hobgoblins 2 ein Nachfolger auf DVD erschienen.[6]